# Santo Antônio do Descoberto
Santo Antônio do Descoberto là một đô thị thuộc bang Goiás, Brasil. Đô thị này có diện tích 938,309 km², dân số năm 2007 là 78995 người, mật độ 84,2 người/km².